# یواس‌اس تویگز (دی‌دی-۵۹۱)
یواس‌اس تویگز (دی‌دی-۵۹۱) (به انگلیسی: USS Twiggs (DD-591)) یک کشتی بود که طول آن ۱۱۴٫۷ متر (۳۷۶ فوت) بود. این کشتی در سال ۱۹۴۳ ساخته شد.